# Con Funk Shun
Con Funk Shun (anteriormente conhecido como Project Soul) é uma banda americana de R&B e funk cuja popularidade começou na metade dos anos 1970 até os anos 1980. As influências do grupo incluem Earth, Wind & Fire, The Commodores, Chaka Khan e Sly and the Family Stone. Assinaram com a gravadora Mercury Records em 1976, e obtiveram uma década de bem sucedidas turnês na América e pelo mundo, onze álbuns que entraram nas paradas, inúmeros singles de sucesso.

## Membros da banda
- Michael Cooper
- Karl Fuller
- Paul "Zebulon" Harrell
- Cedric Martin
- Louis A. McCall, Sr. (falecido)
- Felton Pilate
- Danny "Sweet Man" Thomas
- Eric "EQ" Young

## Discografia

### Álbuns
- Organized Con Funk Shun (1973), Fretone
- The Memphis Sessions (1973), Fretone
- Con Funk Shun (1976), Mercury
- Secrets (1977), Mercury
- Loveshine (1978), Mercury
- Candy (1979), Mercury
- Spirit of Love (1980), Mercury
- Touch (1980), Mercury
- 7 (1981), Mercury
- To the Max (1982), Mercury
- Fever (1983), Mercury
- Electric Lady (1985), Mercury
- Burnin' Love (1986), Mercury
- Live For Ya A** (1996), Essential
- More Than Love (2015), Shanachie

### Singles
- "Clique" (1974)
- "Sho Feels Good To Me" (1976) – No. 66 R&B singles
- "Confunkshunizeya" (1977) – No. 31 R&B
- "Ffun" (1977) – No. 1 R&B, No. 23 Pop singles
- "Shake And Dance With Me" (1978) – No. 5 R&B, No. 60 Pop
- "So Easy" (1978) – No. 28 R&B
- "(Let Me Put) Love on Your Mind" (1979) – No. 24 R&B
- "Chase Me" (1979) – No. 4 R&B
- "Da Lady" (1980) – No. 60 R&B
- "By Your Side" (1980) – No. 27 R&B
- "Got To Be Enough" (1980) – No. 8 R&B, No. 20 Club Play
- "Happy Face" (1980) – No. 87 R&B
- "Bad Lady" (1981) – No. 19 R&B
- "Lady's Wild" (1981) – No. 42 R&B
- "Too Tight" (1981) – No. 8 R&B, No. 40 Pop, No. 25 Club Play
- "Ain't Nobody, Baby" (1982) – No. 31 R&B
- "Straight From The Heart" (1982) – No. 79 R&B
- "Baby I'm Hooked (Right into Your Love)" (1983) – No. 5 R&B, No. 76 Pop
- "Ms. Got-The-Body" (1983) – No. 15 R&B
- "Love's Train/You Are The One" (1983) – No. 47 R&B
- "Don't Let Your Love Grow Cold" (1984) – No. 33 R&B
- "Electric Lady" (1985) – No. 4 R&B, No. 32 Dance Sales
- "I'm Leaving Baby" (1985) – No. 12 R&B
- "Tell Me What You're Gonna Do" (1985) – No. 47 R&B
- "Burnin' Love" (1986) – No. 8 R&B; UK No. 68[2]
- "She's a Star" (1986) – No. 80 R&B
- "Throw It Up, Throw It Up" (1996) – No. 84 R&B